# Protinožci

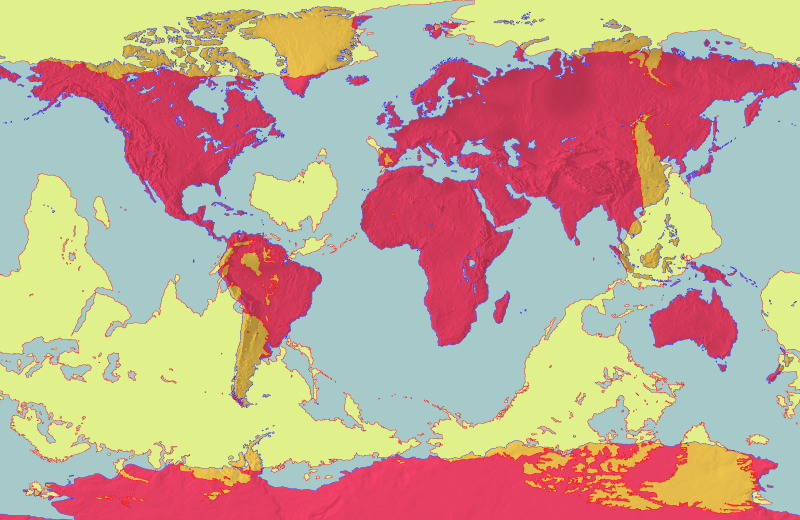
Mapa zobrazuje protilehlé body všech míst na Zemi

Jako protinožci (též antipodi) jsou označováni obyvatelé na protilehlých stranách zeměkoule (s opačnou zeměpisnou šířkou a zeměpisnou délkou rozdílnou o 180°). Dvě protilehlá místa mají opačné denní časy – např. v poledne na jednom místě je na opačné straně Země půlnoc; a opačná roční období.
Protilehlý bod pro Prahu se nachází východně od Nového Zélandu. V Evropě se za protinožce vesměs označují Australané nebo Novozélanďané i když ve skutečnosti „opak“ Austrálie leží v Atlantském oceánu – skutečnými protinožci většiny Novozélanďanů jsou jen částečně Španělé a Portugalci.
Kromě protinožců se užívá také výraz protichodci (protidomci, antoeci), což jsou lidé, žijící na stejném poledníku v opačné zeměpisné šířce. Tyto body mají stejnou denní dobu, ale opačné roční období.
Protichodci pro Prahu by se nacházeli jižně od Mysu Dobré naděje.
Poslední možností jsou vedledomci (perioeci), kteří žijí na téže rovnoběžce, ale o 180° dál. Vedledomci mají stejné roční období, ale denní doba se liší o 12 hodin.
Praha má vedledomce jižně od Liščích ostrovů v Aleutském souostroví. Vedledomci Spojených států amerických jsou Číňané, kteří jsou tam často (nepřesně) označováni za protinožce. Ve skutečnosti je Spojeným státům protilehlá část Indického oceánu.